# Silvia Mezzanotte
Silvia Mezzanotte (Bolonia, 22 de abril de 1967) es una cantante italiana.

## Biografía
Entre el 1999 y el 2016 alternó su carrera como solista con el grupo Matia Bazar, abandonándolo en 2016.
Aparece en cuatro álbumes del grupo genovese.
En el 2018 publicó el álbum Tour', producido por Baldrini Producciones. En este álbum continente un inédito dúo con Dionne Warwick.
En 1999, Giancarlo Golzi, leader de los Matia Bazar, le propuso entrar en el grupo en reemplazo de Laura Valente.
Con el grupo participa a tres ediciones del Festival de Sanremo: en el 2000 con la canción Brivido caliente, en el 2001 con Esta nuestra gran historia de amor, llegada al tercero puesto, y en el 2002 con la canción Mensaje de amor, ganadora de la manifestación. Enseguida después de la victoria al festival, los Matia Bazar parten para una gira del cuál se realiza su primer álbum live, Mensajes del vivo. La gira dura dos años, en Italia y en el extranjero.
En el 2008 sale su segundo álbum, Lunatica, lanzado por el vídeo No hay contacto compuesto de Emilio Munda. el vídeo está dirigido del cineasta Luciano Melchionna e interpretado de Carolina Crescentini. El álbum contiene, entre otros, la canción La cura de Franco Battiato. En el septiembre del mismo año entra a formar parte del cast del programa televisivo Volami en el corazón, variedad del sábado noche de Rai. En el 2009 empieza un recorrido teatral con el espectáculo Reinas, un recital en siete lenguas en el cuál omaggia las mayores intérpretes internacionales que han contribuido a su crecimiento musical, de Mina a Liza Minnelli. En el mismo año emprende el Lunatica gira 2009 y coge parte a algunos espectáculos teatrales de Máximo Ranieri. Siempre en el 2009, assieme a Antonino, Leda Battisti, Daniele Stefani y otros, afecta Serás único benéfico en memoria del pequeño Tommaso Onofri.
El 20 septiembre 2010 viene ufficializzata, sobre el sito del grupo, la reunión de los Matia Bazar, con la vuelta de Silvia Medianoche. Del 22 octubre 2010 entra en rotación radiofónica el único Los ojos calientes de Sylvie, el nuevo único de la "reunión" del grupo. Participa junto con los Matia Bazar al Festival de Sanremo 2012 con la canción Eres tú. Después de tres años de tournée, sale en el marzo de 2015 el cofanetto Matia Bazar 40th Anniversary Celebration, que contiene dos DVD live y un CD live. En el julio del mismo año parte la gira que celebra los 40 años de carrera del grupo. En el pleno de la tournée, el 12 de agosto del 2015 Giancarlo Golzi, leader histórico del grupo, muere a causa de una paralización cardíaca. Sigue un periodo durante el cual las actividades del grupo se interrumpen. El 2 de febrero de 2016 Silvia Medianoche acaba la colaboración con los Matia Bazar para dedicarse nuevamente a la propia carrera de solista.
De abril en septiembre de 2016 propone el espectáculo musical Reinas Summer Tour, acompañada por 4 músicos: Riccardo Querubines a las guitarras, Lino De Rosa Davern al bajo, Michele Scarabattoli a los teclados y Claudio De las Señoras a la batería.
Sale el 19 mayo 2017 el nuevo único "Dejarme Ir" que anticipa el álbum 5.0 en salida en el abril de 2018.
En el 2018 empieza la colaboración con el mánager Stefano Baldrini que produce el "Summer Tour 2018". Con él empieza un nuevo recorrido artístico que la ve protagonista en un dúo con la cantante americana Dionne Warwick. En el octubre de 2018 empieza el Tour teatral "Mis Reinas" producidas siempre de Stefano Baldrini.

### Actividades teatrales
En gira de diversos años con el espectáculo Reinas donde interpreta sucedidos de las mayores cantantes de todas las nacionalidades, entre las cuales Giuni Ruso con Su figura, Mía Martini con Con el tiempo aprenderé, Patty Pravo con Y dimmi que no quieres morir, y muchas otras artistas femeninas.

## Discografía

### Como solista
Álbumes
- 2006: La travesía
- 2008: Lunatica

Sencillos
- 1990: "Sarai grande"
- 2005: "Tanto tanto Amor"
- 2006: "Tu sei già poesia"
- 2006: "Giura adesso"
- 2008: "Non c'è contatto"
- 2009: "Ave Maria"
- 2010: "Nell'aria"
- 2017: "Lasciarmi andare"

### Con Matia Bazar
Álbumes
- 2000: Brivido caldo
- 2001: Dolce canto
- 2002: Messaggi dal vivo
- 2011: Conseguenza logica
- 2015: Matia Bazar 40th anniversary celebration

Sencillos
- 2000: "Brivido caldo"
- 2000: "Non abbassare gli occhi"
- 2001: "Questa nostra grande storia d'amore/Via da me"
- 2002: "Messaggio d'amore"
- 2010: "Gli occhi caldi di Sylvie"
- 2011: "Conseguenza logica"
- 2011: "A piene mani"
- 2012: "Sei tu"
- 2012: "Noi siamo il mondo"